# Västra Blanktjärnarna
Västra Blanktjärnarna är en sjö i Åre kommun i Jämtland och ingår i Indalsälvens huvudavrinningsområde. Västra Blanktjärnarna ligger i Vålådalen Natura 2000-område.